# Daniele Veterale
Daniele Veterale (* 2. August 1985 in Briatico, Italien) ist ein italienisch-deutscher Theaterschauspieler.

## Leben
Veterale machte im Jahr 2002 seinen Realschulabschluss an der Helene-Lange-Schule in Wiesbaden. Anschließend absolvierte er von September 2002 bis Juli 2003 ein Praktikum beim Jugendreferat des Staatstheaters Wiesbaden. Im März 2007 erlangte er an der staatlich anerkannten Schauspielschule Mainz die Bühnenreife.
Neben seiner Tätigkeit als Theaterschauspieler dreht Veterale selbst produzierte Kurzfilme und reist mit seinem Kollegen Max Rohland für den YouTube-Kanal „Die Theater-Pilger“ als Theater-Kritiker durch ganz Deutschland.

## Theater Engagements

### Theater für Niedersachsen (2023–...)
- Don Quijote von Rebekka Kricheldorf; Rolle: Sancho Panza; Regie: Kathrin Mayr; Theater für Niedersachsen
- Der Zauberer von Oz von Ayla Yeginer; Rolle: Böse Hexe; Regie: Ayla Yeginer; Theater für Niedersachsen
- Warten auf’n Bus von Oliver Bukowski; Rolle: Maik der Hund, Nazi; Regie: Joerg Steve Mohr; Theater für Niedersachsen
- Der ewige Spießer von Ödön von Horvath; Rolle: Josef Reithofer, ua.; Regie: Michael Stacheder; Theater für Niedersachsen
- Der Weg zur Hölle ist mit guten Absichten gepflastert von Ayla Yeginer; Kaya Finn, Barbara T. Odendahl, Emily Helmedag; Rolle: Schauspieler; Regie: Ayla Yeginer[3]; Theater für Niedersachsen
- Woyzeck von Georg Büchner; Rolle: Andres; Regie: Ayla Yeginer; Theater für Niedersachsen
- Sein oder Nichtsein nach Ernst Lubitsch; Rolle: Grünberg; Regie: Jörg Gade; Theater für Niedersachsen
- Max und Moritz frei nach Wilhelm Busch; Rolle: Max; Regie: Ayla Yeginer; Theater für Niedersachsen

### Theater am Puls (2014–2023)
- Der Kaufmann von Venedig von William Shakespeare; Rolle: Gratiano; Regie: Joerg Steve Mohr; Theater am Puls
- Hund, Frau, Mann von Sibylle Berg; Rolle: Hund; Regie: Joerg Steve Mohr; Theater am Puls
- Wilhelm Tell von Friedrich Schiller; Rolle: Melchtal und Ensemble; Regie: Joerg Steve Mohr; Theater am Puls
- Johnny Hübner greift ein von Hartmut el Kurdi; Rolle: Johnny Hübner; Regie: Joerg Steve Mohr; Theater am Puls
- Gefährliche Liebschaften in Schwetzingen von Nici Neiss; Rolle: Mozart;  Streicher; Regie: Joerg Steve Mohr; Theater am Puls
- Hexenjagd von Arthur Miller; Rolle: John Hale; Regie: Joerg Steve Mohr; Theater am Puls
- Angstmän von Hartmut El Kurdi; Rolle: Pöbelmän; Regie: Joerg Steve Mohr; Theater am Puls
- Ein Volksfeind von Henrik Ibsen; Rolle: Thomas Stockmann; Regie: Joerg Steve Mohr; Theater am Puls
- Die Brüder Löwenherz von Astrid Lindgren; Rolle: Kader, Orwar; Regie: Joerg Steve Mohr; Theater am Puls
- Der Vorname von Matthieu Delaporte; Rolle: Cloude; Regie: Joerg Steve Mohr; Theater am Puls

- Tom Sawyer von Mark Twain; Rollen: Ben, Dr. Robinson, Sheriff; Regie: Joerg Steve Mohr; Theater am Puls[4]
- Hamlet von  William Shakespeare; Rolle: Laertes; Regie: Joerg Steve Mohr; Theater am Puls
- Krähe und Bär von Martin Baltscheit; Rolle: Krähe; Regie: Joerg Steve Mohr; Theater am Puls
- Goldner Topf von  E.T.A. Hoffmann; Rolle: Erzähler, Anselmus, Veronika,...; Regie: Joerg Steve Mohr; Theater am Puls[5]
- Weisses Rössl 2020 von Nicole Neiss; Rolle: Leo(nardo); Regie: Joerg Steve Mohr; Theater am Puls[6]
- Pinocchio von Carlo Collodi; Rolle: Harlekin, Lothar Katze; Regie: Joerg Steve Mohr; Theater am Puls

### Gast-Engagements (2012–2023)
- Der tolle Tag oder Figaros Hochzeit von Pierre Augustin Caron de Beaumarchais; Regie: Wolfram Scheller; Rolle: Figaro; Versionale
- Verrücktes Blut von Nurkan Erpulat; Regie: Tina Geissinger; Rolle: Hakim; Konzertdirektion Landgraf
- Das Spiel von Liebe und Zufall von Pierre de Marivaux; Regie: Michael Günther; Rolle: Arlequin; Burghofspiele Eltville[7]
- Der Räuber Hotzenplotz von Otfried Preußler;Regie: Rainer Lewandowski; Rolle: Hotzenplotz; Großes Haus Memmingen
- Der Kaufmann von Venedig von William Shakespeare;Regie: Joerg Steve Mohr; Rolle: Gratiano; Frankenfestspiele Röttingen
- Johnny Hübner greift ein von Hartmut el Kurdi; Rolle: Johnny Hübner; Regie: Udo Schneider/Beate Krist; Theater 3D
- Mit den Räubern zu Gast auf Schloss Lichtenberg von Uwe von Grumkow; Rolle: Utz; Regie: Uwe von Grumbkow; Visual Communication Group

- Meine Schwester ist eine Mönchsrobbe von Christian Frascella; Regie: Silke Würzberger; Rolle: Io; Gostner Hoftheater
- Mein Körper gehört mir! – Theaterprogramm in Grundschulen zum Thema „Sexuellen Missbrauch“; Theaterpädagogischen Werkstatt Osnabrück
- Die Räuber von Friedrich Schiller; Rolle: Franz von Moor; Regie: Maurici Farrè; Monbijou Theater
- Der Satanarcheolügenialkohöllische Wunschpunsch von Michael Ende; Rolle: Maurizio di Mauro; Regie: Gregor Tureček; Theater Osnabrück
- Faust. Schönheit, Liebe, Arbeit nach Johann Wolfgang von Goethe; Rollen: Kaiser, Wagner; Regie: Maurici Farré; Theater an der Museumsinsel Berlin
- Faust. Für Kinder nach Johann Wolfgang von Goethe; Rolle: Hanswurst; Regie: Matthias Horn; Theater an der Museumsinsel Berlin
- Die Vögel von Johann Wolfgang von Goethe; Rolle: Schuhu; Regie: Darijan Michailovitsch; Theater an der Museumsinsel Berlin
- Krähe und Bär von Martin Baltscheit; Rolle: Krähe; Regie: Manuel Moser; Theater und Orchester Heidelberg
- Hässlich von Helwig Arenz; Rolle: Hans Christian; Regie: Jan Holtappels; Gostner Hoftheater
- Das perfekte Geheimnis von Paolo Genovese; Rolle: Cosimo; Regie: Timo Effler; Zimmertheater Speyer
- Willkommen von Lutz Hübner; Rolle Achmed; Regie: Andreas Krüger; Zimmertheater Speyer
- Woyzeck von Georg Büchner; Rolle Tambourmajor; Regie: Milena Mönch; Schlosstheater Celle

### Uckermärkische Bühnen Schwedt (2009–2012)
- Nathan der Weise von Gotthold Ephraim Lessing; Regie: Gösta Knothe; Rolle: Tempelherr; Uckermärkische Bühnen Schwedt
- Hänsel und Gretel von Monica Radl; Regie: Gösta Knothe; Rolle: Hänsel; Uckermärkische Bühnen Schwedt
- Tod eines Handlungsreisenden von Arthur Miller; Regie: Irmgard Lange; Rolle: Happy; Uckermärkische Bühnen Schwedt
- Faust: Der Tragödie erster Teil von Johann Wolfgang von Goethe; Rollen: Valentin... Regie: Gösta Knothe; Uckermärkische Bühnen Schwedt
- Faust: Der Tragödie zweiter Teil von Johann Wolfgang von Goethe; Rollen: Narr, Paris, Chirons Hinterteil, Pförtnerin... Regie: Gösta Knothe; Uckermärkische Bühnen Schwedt

- Die Feuerzangenbowle von Heinrich Spoerl; Regie: Gösta Knothe; Rolle: Der kleine Luck; Uckermärkische Bühnen Schwedt
- Das Wirtshaus im Spessart von Wilhelm Hauff, Regie: Gerhard Kähling; Rolle: Zirkelschmied Franz; Uckermärkische Bühnen Schwedt
- Johnny Hübner greift ein von Hartmut El Kurdi; Regie: Udo Schneider; Rolle Johnny Hübner; Uckermärkische Bühnen Schwedt
- Mord auf offener Bühne von Heike Schmidt; Regie: Daniel Minetti; Rolle: Iwan Ribrov; Uckermärkische Bühnen Schwedt
- Arsen und Spitzenhäubchen von Joseph Kesselring; Rolle: Klein; Regie: Gösta Knothe; Uckermärkische Bühnen Schwedt
- Sonjas Entscheidung von Lorenz Hippe; Regie: Susanne Ebert; Rolle: Tolja; Uckermärkische Bühnen Schwedt
- Einer flog über das Kuckucksnest von Dale Wasserman; Regie: Gösta Knothe; Rolle: Martini; Uckermärkische Bühnen Schwedt
- Pippi feiert Geburtstag von Astrid Lindgren; Rolle: Tommy; Regie: Wolfram Scheller; Uckermärkische Bühnen Schwedt
- Leiden!Werther nach Johann Wolfgang von Goethe (Bühnenfassung: Daniele Veterale);  Regie: Claire Varga; Rolle: Werther; Uckermärkische Bühnen Schwedt
- Das tapfere Schneiderlein von Monica Radl; Regie: Gösta Knothe; Rolle: Das tapfere Schneiderlein; Uckermärkische Bühnen Schwedt
- Polizei von Sławomir Mrożek; Regie: Cezary Morawski; Rolle: Polizist; Uckermärkische Bühnen Schwedt
- Spur der Steine von Heike Schmidt; Regie: Ulrike Völker; Rolle: Der Poldergeist; Uckermärkische Bühnen Schwedt

### Gast-Engagements (2003–2009)
- Ich bin so wild nach deinem Erdbeermund – Gedichte von Klaus Kinski; Regie: Sigrid Skoetz; Rolle: Klaus Kinski; Walhalla Studio Wiesbaden
- Wolf Sein von Bettina Wegenast; Regie: Andreas Mach; Rolle: Locke; Staatstheater Mainz
- Die Bremer Stadtmusikanten von Marcus Mislin; Regie: Marcus Mislin; Rolle: Jäger/Räuber; Staatstheater Mainz
- Abstiegskampf von Jörg Menke Peitzmeyer; Regie: Regine Schröder-Kracht; Rolle: Dimitri; Kultursommer Rheinland-Pfalz
- Urfaust von Johann Wolfgang von Goethe; Regie: Reinhardt O. Schuchart; Rolle: Schüler; Burghofspiele Eltville
- Stille Rebellen von Andreas Lübbers; Regie: Konstanze Ullmer; Rolle: Robert Maistriau; Hamburger Sprechwerk
- Tintenblut von Cornelia Funke; Regie: Luisa Brandshöfer; Rolle: Mo; Badische Landesbühne

## Auszeichnungen
- Erster Platz – „Dead Or Alive“-Poetry-Slam Osnabrück 2019[8]